# Théophile Nata
Théophile Nata est un homme politique béninois, ancien membre du Parlement panafricain.

## Biographie

### Enfance, éducation
Théophile Nata fréquente l'école primaire catholique de Natitingou pendant quatre ans, de 1954 à 1960. Il obtient le diplôme de l'école Sainte Jeanne d'Arc de Ouidah, dans le sud du Bénin, après sept ans. Il étudie le français et la littérature pendant deux ans au Centre d'enseignement supérieur de Lomé, au Togo, ainsi qu'à l'Université d'Abidjan en Côte d'Ivoire et à la Sorbonne. Il obtient une maîtrise qui portait sur la colonisation et la décolonisation dans les romans d'Aimé Césaire. Théophile Nata est docteur en littérature comparée à la Sorbonne en 1976. Il obtient une licence, une maîtrise de lettres et un diplôme de troisième cycle à l'Institut international de phonétique de l'Université Paris III. Il est professeur associé de langue, de littérature et de linguistique françaises à l'Université nationale du Bénin en 1976, ainsi qu'à l'Institut international de phonétique de l'Université de Paris III.

### Travail international
Théophile Nata a été le co-coordinateur du projet AGECOOP au sein de la Direction des commissions et conseils nationaux. Il devient directeur du département Asie au ministère des Affaires étrangères et de la Coopération en 1978. En 1988, il est nommé ambassadeur du Bénin en Algérie, puis ambassadeur du Bénin aux États-Unis,.

### Vie politique
Théophile Nata participe à la Conférence nationale de 1990 et est nommé ministre des Affaires étrangères et de la Coopération du gouvernement de transition la même année. Nata est ministre de la Jeunesse et des Sports de 1991 à 1993. Il fonde un parti politique en 1992. Il est élu député lors des élections législatives de 1995 et élu par l'Assemblée nationale comme deuxième vice-président. En 1999, il est nommé ministre du Développement rural. De 2001 à 2003, il est ministre de l'Agriculture, de l'Élevage et de la Pêche. Il est à nouveau élu député à l'Assemblée nationale lors des élections législatives de mars 2003. En 2014, il devient membre du Parlement panafricain. Après le décès de Jérôme Sacca Kina Guézéré en 2005, il devient le quatrième vice-président du Parlement panafricain.

### Décès
Théophile Nata meurt le 11 juin 2022.

## Distinctions
- Commandeur de l'ordre national du Bénin (1991)[6].
- Grand officier de l'ordre national du Bénin (2000)[7].
- Grand-croix de l'ordre national du Bénin (2010)[8].